# Бульвар Пушкина (Донецк)
Бульвар Пушкина находится в Ворошиловском районе Донецка. Назван в честь выдающегося русского поэта Александра Сергеевича Пушкина.
Закладка бульвара была начата в 1947 году после того как были снесены остатки старого кирпичного завода, который был расположен в районе пересечения проспекта 25-летия РККА и улицы Университетской. В 1950 году были сняты железнодорожные линии, и снесены склады и базы, находившиеся на территории современного бульвара и стало возможно продолжить бульвар до пересечения с бульваром Шевченко.
На бульваре расположено много пешеходных дорожек.

## Памятник стратонавтам
В 1938 году на месте нынешнего пересечения бульвара Пушкина и проспекта 25-летия РККА были похоронены стратонавты Яков Григорьевич Украинский, Серафим Константинович Кучумов, Пётр Михайлович Батенко и Давид Евсеевич Столбун. В 1953 году на их могиле был установлен памятник стратонавтам представляющий собой двухметровую скульптуру стратонавта, который смотрит в бесконечный простор воздушного океана. Под скульптурой пятиконечная звезда и мемориальная доска. Авторы памятника: скульпторы Е. И. Белостоцкий, Э. М. Фридман, Г. Л. Пивоваров, архитектор Н. К. Иванченко.

## Памятник Пушкину
14 июня 1969 года на бульваре Пушкина у Донецкого академического украинского музыкально-драматического театра был открыт памятник Пушкину. Авторы памятника — скульптор Наум Абрамович Гинзбург и архитектор Я. И. Томилло. Памятник представляет собой бронзовый бюст. Высота бюста — 1.2 м. Бюст был отлит на Рутченковском рудоремонтном заводе горного оборудования. Бюст был установлен на четырёхугольном постаменте из четырёх прямоугольных блоков, облицованных плитами чёрного гранита. Размеры постамента — 3,0×0.2×0.8 м. Позже этот постамент заменили на другой в виде колонны. На лицевой стороне постамента расположено факсимиле Пушкина и даты его жизни. Открытие памятника было приурочено к 170-летию со дня рождения поэта и 100-летию Донецка. Вокруг памятника разбит сквер.
Место у памятника Пушкина — популярное место сбора у донецкой молодежи, неформально именуется «голова».
Также на бульваре Пушкина находится скульптурная композиция с персонажами Лукоморья (вступления к «Руслану и Людмиле») — котом учёным, русалкой и лешим.
- Памятник Пушкину и скульптурная композиция «Лукоморье»
- Памятник Пушкину у драмтеатра на постаменте облицованном плитами черного гранита (фотография 1975 года)
- Памятник Пушкину у драмтеатра на новом постаменте (фотография 2006 года)
- «Лукоморье». Кот учёный
- «Лукоморье». Кот учёный и русалка
- «Лукоморье». Леший и русалка

## Украинская степь
В 2006 году на бульваре Пушкина был открыт парк скульптур «Украинская степь». В него входят 11 скульптур, которые были подарены Донецку украинскими и немецкими скульпторами — участниками первого международного симпозиума в Донецке по скульптуре из камня. Скульпторы: Пётр Антып, Владимир Бабак, Александр Дьяченко, Александр Мацюк, Владимир Кочмар, Михаил Кушнир, Николай Водяной, Григорий Кудлаенко, Василий Ярыч, Трот Матиас, Пауль Ганди.
Скульптуры выполнены из крымского известняка (кроме скульптур Матиаса Трота, которые выполнены из дуба) и представляют собой одиночные и групповые композиции людей, зверей, а также скульптуры-абстракции. Общая тема работ — славянская мифология и быт.
- «Украинская степь»
- «Скифия»
- «Женщина и солнце»
- «Ярило»
- «Сны амазонки»

## Реки Донбасса
В 2007 году на бульваре Пушкина была установлена кованая скульптура-фонтан «Реки Донбасса». Выкована коллективом донецких кузнецов. Представляет собой казацкую лодку изготовленную из оцинкованной стали. Декоративные элементы выполнены из меди. Парус у лодки выполнен в виде крыльев.

## Пальма Мерцалова
В рамках празднования 75-летия Донецкой области летом 2007 года на бульваре Пушкина у здания донецкой облгосадминистрации была установлена копия пальмы Мерцалова. Эту копию выковывал кузнец Евгений Ермак. Пальма выкована уже не из рельсы, а из дамасской стали и стоит между двумя чашами фонтанов. Вес копии около 500 килограммов. Каждый лист состоит из 120 слоёв металла. Цвет листа содержит шесть оттенков — от белого до чёрного. На один лист у кузнеца уходила неделя работы и двадцать килограммов металла. Готовый лист весит в четыре раза меньше, что связано с технологией изготовления дамасской стали. В конце 2008 года от копии пальмы у облгосадминистрации вандалы отломали ветку.
- Пальма Мерцалова у облгосадминистрации
- Пальма Мерцалова
- Основание
- Листья

## Скульптурные композиции, олицетворяющие основные промышленные отрасли региона
В рамках празднования 75-летия Донецкой области летом 2007 года на бульваре Пушкина были установлены скульптурные композиции, олицетворяющие основные промышленные отрасли региона: металлургическую промышленность, угольную промышленность. Скульптор Георгий Леонтьевич Беро
- Скульптурные композиции, олицетворяющие основные промышленные отрасли региона

## Аллея звёзд
15 марта 2008 года на бульваре была открыта «Аллея звёзд». Автор проекта Евгения Гриднева. Звёзды устанавливаются для любого желающего за деньги. Компания может разместить логотип за 10 тысяч гривен, молодожёны — за 7 500 гривен, а отдельный человек — за 5 тысяч гривен. Звёзды изготовлены из полимера, гранита и латунных вставок. В рамках проекта планируется установка 360 звёзд.

## Установка памятного знака «жертвамГолодомора»
- Памятник жертвам Голодомора
- Деревянный крест, установленный на строительной площадке на бульваре Пушкина.
- Закладной камень жертвам на бульваре Пушкина без таблички
- Закладной камень жертвам на бульваре Пушкина с табличкой